# فک خزپوش استرالزی
فک خزپوش استرالزی (نام علمی: Arctocephalus forsteri) نام یک گونه از سرده خرس‌سرها است.

## نگارخانه

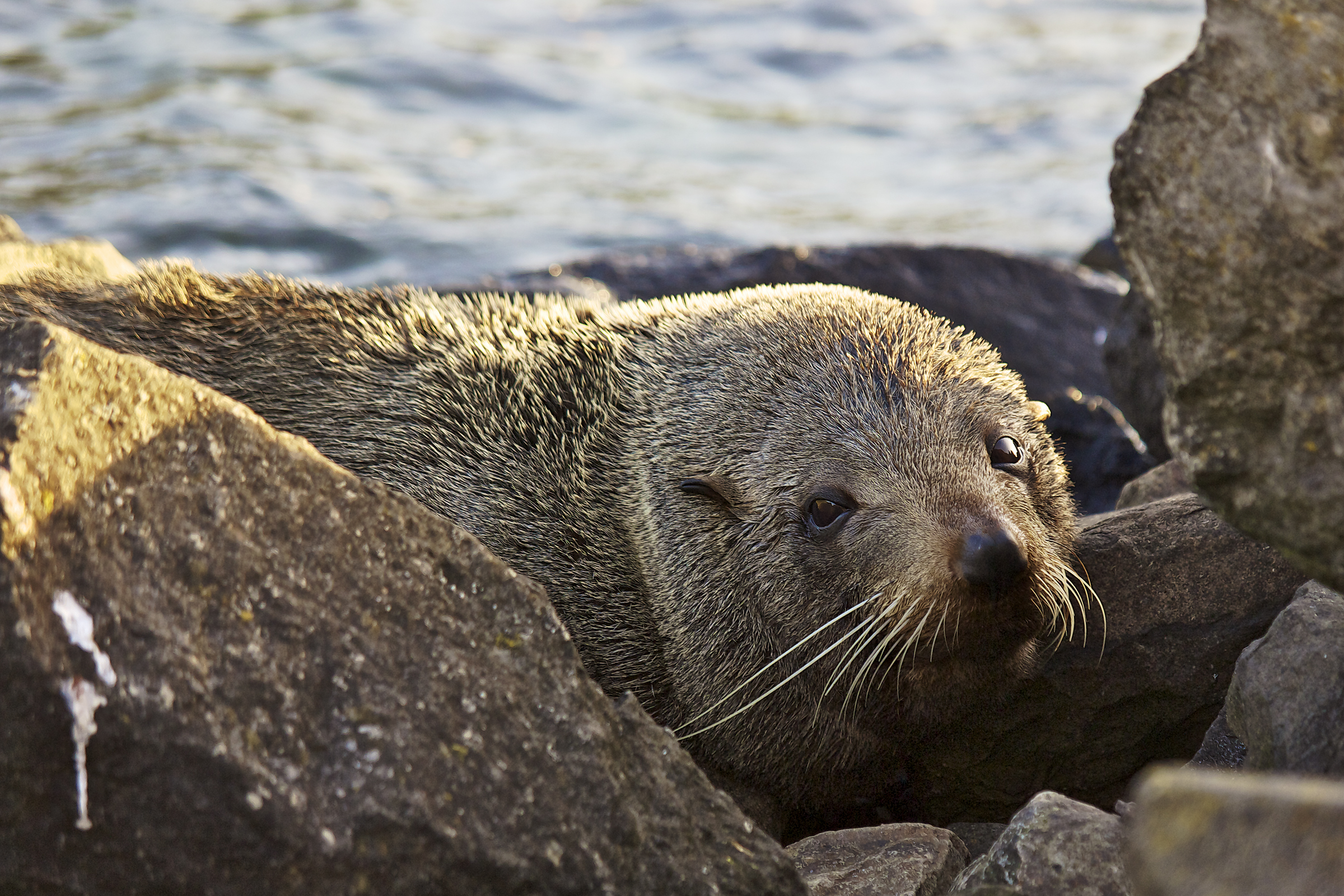
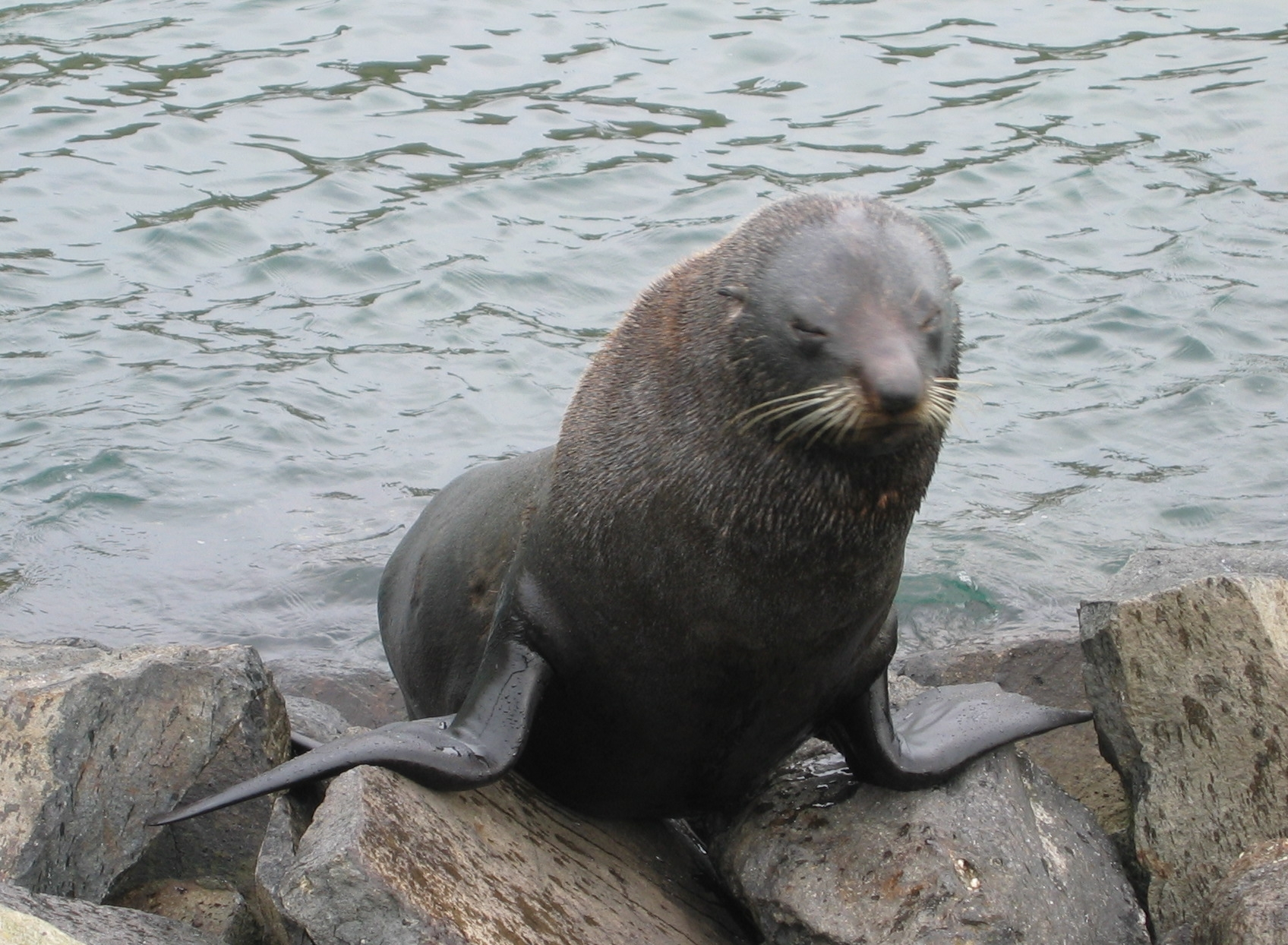
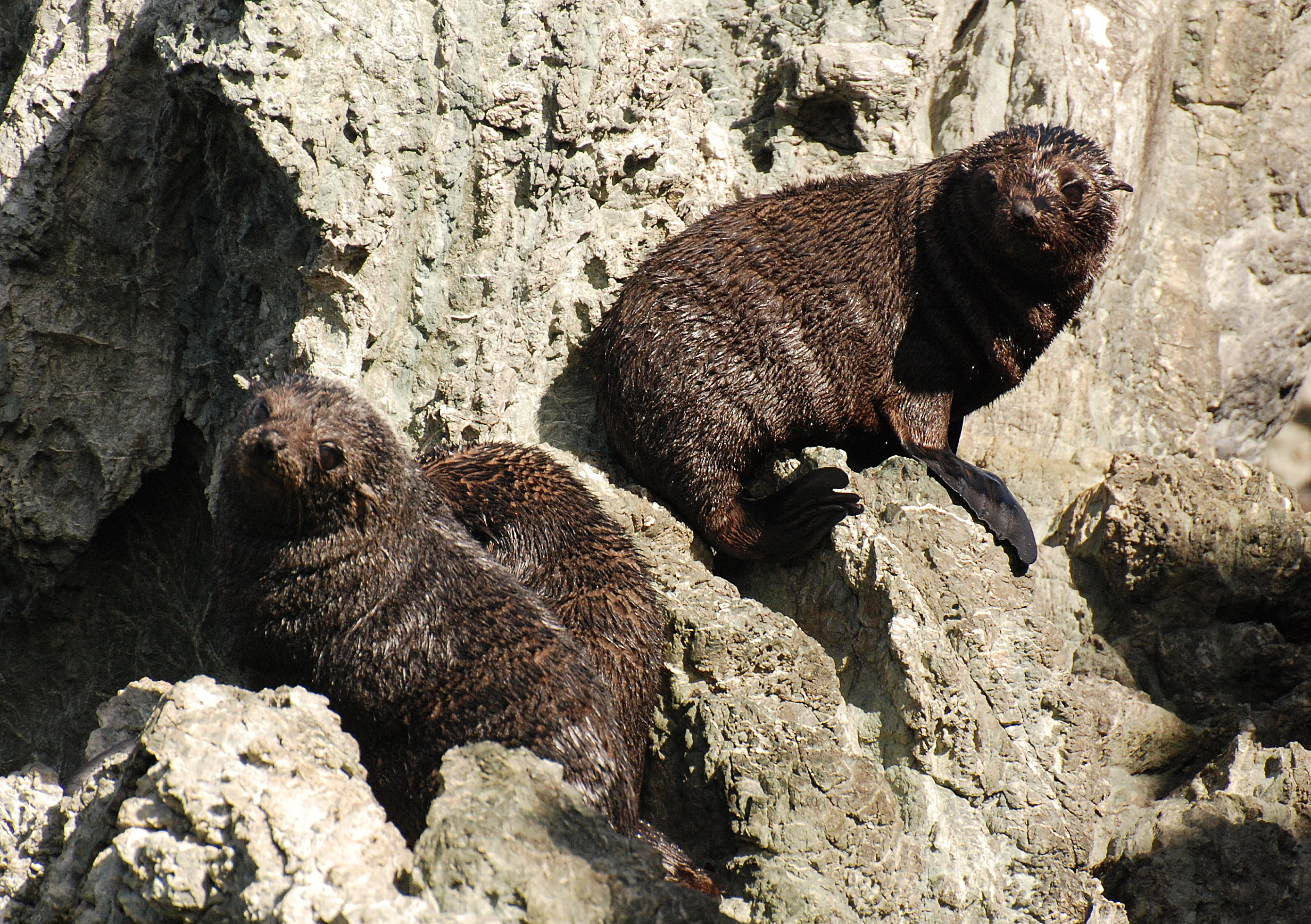